# Stars are blind
«Stars are blind» —en español: "Las estrellas son ciegas"— es una canción pop con influencias de reggae de la cantante y actriz estadounidense Paris Hilton. Fue lanzada en julio del 2006 como el primer sencillo de su álbum debut, Paris.

## Información acerca de la canción
Oficialmente debutó en las radios de Estados Unidos el 2 de junio del 2006. El sencillo fue oficialmente lanzado por Descarga Digital el 20 de junio del 2006. La canción, mezcla de sonidos pop y reggae, fue producida por Fernando Garibay.

## Video musical
El video musical, oficialmente fue filmado en locaciones ubicadas en Malibú, California en Estados Unidos el 24 de mayo del 2006.
En éste, se presentan imágenes de Paris caminando y corriendo alrededor de la playa con su amante. Fue estrenado el 6 de junio del mismo año en MTV. Una segunda versión del video es la que protagoniza el amante de Hilton, interpretado por Lucas Babin, en el cual se encuentra en la playa fotografiando a Paris. Hay escenas cambiantes en las que la cantante tiene fantasías con su amante mientras éste la fotografía.
El video fue estrenado en el sitio web de Z100 el 5 de julio del 2006.
El video estuvo nominado en los MTV Video Music Awards 2007 en la categoría "mejor dirección" premio en cual no ganó.

## Lista de canciones
Sencillo Estándar

| N.º | Título                                           | Música                   | Duración |  |
| 1.  | «Stars Are Blind»                                | Paris Hilton, Sia Furler | 3:57     |  |
| 2.  | «Stars Are Blind (Tracy Does Paris Radio Remix)» |                          | 3:34     |  |

Sencillo Edición Limitada

| N.º | Título                                                  | Música                                             | Duración |  |
| 1.  | «Stars Are Blind»                                       | Fernando Garibay, Sheppard Solomon, Ralph McCarthy | 3:57     |  |
| 2.  | «Stars Are Blind (Luny Tunes remix ft. Wisin & Yandel)» |                                                    | 4:17     |  |
| 3.  | «Stars Are Blind (Tracy Does Paris Club Mix)»           |                                                    | 9:12     |  |
| 4.  | «Stars Are Blind (Chus & Cheballos Stereo Mix)»         |                                                    | 8:13     |  |
| 5.  | «Stars Are Blind (The Scumfrog's Extreme Makeover)»     |                                                    | 9:00     |  |

Edición de iTunes

| N.º | Título                                                  | Música | Duración |  |
| 1.  | «Stars Are Blind (Luny Tunes remix ft. Wisin & Yandel)» |        | 4:16     |  |
| 2.  | «Stars Are Blind (Chus & Cheballos Stereo Mix)»         |        | 4:53     |  |
| 3.  | «Stars Are Blind (The Scumfrog's Extreme Makeover)»     |        | 4:57     |  |
| 4.  | «Stars Are Blind (Tracy Does Paris Club Mix Edit)»      |        | 4:54     |  |
| 5.  | «Stars Are Blind (Tracy Does Paris Dub Edit)»           |        | 4:58     |  |
| 6.  | «Stars Are Blind (Tracy Does Paris Radio Remix)»        |        | 3:34     |  |

## Posicionamiento en listas

### Semanales
| Alemania          | Media Control AG         | 7  |
| Australia         | ARIA                     | 7  |
| Austria           | Ö3 Austria Top 40        | 3  |
| Bélgica (Flandes) | Ultratop 50              | 18 |
| Bélgica (Valonia) | Ultratop 40              | 28 |
| Dinamarca         | Tracklisten              | 5  |
| Estados Unidos    | Billboard Hot 100        | 18 |
| Estados Unidos    | Hot Dance Club Songs     | 1  |
| Estados Unidos    | Pop Songs                | 16 |
| Estados Unidos    | Radio Songs              | 55 |
| Eslovaquia        | Radio Top 100            | 1  |
| Europa            | European Hot 100 Singles | 5  |
| Finlandia         | OFC                      | 6  |
| Francia           | SNEP                     | 34 |
| Hungría           | Single Top 10            | 1  |
| Hungría           | Radios Top 40            | 7  |
| Italia            | FIMI                     | 5  |
| Irlanda           | IRMA                     | 4  |
| Noruega           | VG-Lista                 | 6  |
| Nueva Zelanda     | RIANZ                    | 12 |
| Países Bajos      | Dutch Top 40             | 20 |
| República Checa   | Radio Top 100            | 20 |
| Suecia            | Singles Top 60           | 3  |
| Suiza             | Schweizer Hitparade      | 5  |
| Reino Unido       | UK Singles Charts        | 5  |
| Venezuela         | Record Report            | 2  |